# Gherța Mică, Satu Mare
Gherța Mică este satul de reședință al comunei cu același nume din județul Satu Mare, Transilvania, România.